# Siergiej Antufjew
Siergiej Władimirowicz Antufjew (ros. Сергей Владимирович Антуфьев; ur. 15 września 1955 roku w Ak-Kaban w obwodzie kustanajskim w Kazachskiej Socjalistycznej Republice Radzieckiej) – rosyjski polityk, działacz komsomolski, samorządowy i państwowy, od 2003 roku poseł do Dumy Państwowej, od 2007 roku gubernator obwodu smoleńskiego, kandydat nauk socjologicznych.

## Życiorys
W 1978 roku ukończył studia inżynierskie w Kazachskim Instytucie Lotniczym im. A. Tupolewa w Kazaniu, w 1991 roku studia w zakresie politologii, a w 2001 roku Instytut Prawa Ministerstwa Spraw Wewnętrznych Federacji Rosyjskiej.
W latach 1978–1979 pracował jako inżynier w Smoleńskiej Fabryce Samolotów. W latach 1979–1990 etatowy działacz Komsomołu w Smoleńsku. Od 1991 roku w administracji Smoleńska. W 2003 roku i w 2007 roku wybrany do rosyjskiej Dumy Państwowej jako członek partii Jedna Rosja.
Po katastrofie polskiego Tu-154 w Smoleńsku, decyzją premiera Rosji Władimira Putina, wszedł w skład specjalnej rosyjskiej komisji rządowej do zbadania przyczyn katastrofy.